# Morrison Hotel (Chicago)
El Morrison Hotel era un hotel de gran altura en la esquina de las calles Madison y Clark en el área comunitaria del Loop en el Downtown de Chicago, en el estado de Illinois (Estados Unidos). Fue diseñado por el estudio de arquitectura de Holabird & Roche y se completó en 1925. Fue demolido en 1965 para paso al First National Bank Building (actual Chase Tower).

## Historia
El hotel recibió su nombre de Orsemus Morrison, el primer forense de Chicago, que compró el sitio en 1838 y en 1860 construyó un hotel de tres pisos con 21 habitaciones. Destruido en el Gran Incendio de Chicago de 1871, fue reemplazado por un edificio de ocho pisos. En 1915, Harry C. Moir, que había comprado la propiedad al sobrino de Morrison, construyó un hotel de 21 pisos y 500 habitaciones diseñado por Marshall y Fox. El hotel se amplió con 650 habitaciones en 1918. En 1925, la firma Holabird & Roche lo amplió aún más, agregando una torre de 46 pisos. El hotel tenía 1.800 habitaciones en 1931. Luego se agregó una cuarta sección de 21 pisos, lo que elevó el número de habitaciones a 2210, pero se vendió en 1937, convirtiéndose en el Hotel Chicagoan; en la década de 1950 esto fue operado bajo arrendamiento por Morrison. En 1952, un sindicato compró el Morrison y lo renovó.
El Morrison Hotel de 1873 albergaba la Boston Oyster House en su sótano. En el hotel rascacielos, el Terrace Casino abrió sus puertas en 1936 con la actuación de Sophie Tucker y fue un lugar importante de Big Band ; el Carousel in the Sky era el club nocturno más alto del mundo; el Jockey Club en el primer piso fue el escenario de protestas de la Asociación Nacional para el Avance de la Gente de Color que obligó a retirar sus estatuas de jockey negros. Los presidentes Truman, Eisenhower y Kennedy y los vicepresidentes Barkley y Nixon se hospedaron en el hotel; el boxeador Jack Dempsey también era un invitado frecuente. A partir de 1932, la sede de la maquinaria demócrata del condado de Cook estuvo en el tercer piso del Morrison. Joe "Hold 'Em" Powers pasó un récord mundial de 16 días h de la bandera del hotel en 1927, a pesar de perder seis dientes cuando el viento lo hizo volar en cables. 
En 1931, se fundó la Air Line Pilots Association en el salón de baile del hotel.
En junio de 1937, el hotel sirvió como el lugar en el que el Chicago Herald-Examiner mantuvo secuestrado al notorio asesino, Robert Irwin, mientras negociaba los términos de su rendición a las autoridades de Manhattan.
De 160,3 m de altura, fue el primer edificio fuera de Nueva York en tener más de 40 pisos, y durante treinta años fue el hotel más alto del mundo. En el momento de su demolición en 1965 era el edificio más alto jamás demolido en cualquier parte del mundo. En el momento en que fue demolido seguía siendo el hotel más alto de Chicago.